# Teoria twistorów
Teoria twistorów – teoria matematyczna, skonstruowana przez Rogera Penrose'a w 1967 roku, rzutująca obiekty geometryczne z 4-wymiarowej czasoprzestrzeni (przestrzeni Minkowskiego) w obiekty geometryczne w 4-wymiarowej przestrzeni zespolonej z metryką (2,2).
Współrzędne w takiej przestrzeni nazywamy twistorami.
Przez pewien czas była nadzieja, że teoria twistorów może być prawidłowym podejściem w stronę rozwiązania problemów grawitacji kwantowej, ale w tej chwili uważa się, że to nieprawda.
Podejście twistorowe zdaje się być szczególnie naturalne przy rozwiązywaniu równań ruchu pól bezmasowych o dowolnym spinie.
W 2003 roku Edward Witten użył teorii twistorów, aby zrozumieć niektóre amplitudy Yanga-Millsa, łącząc je z pewną teorią strun, topologicznym modelem B, osadzoną w przestrzeni twistorowej. To pole zwykło być nazywane twistorową teorią strun i może poszerzyć nasze rozumienie, w jaki sposób znaleźć teorię grawitacji kwantowej.